# Parque Nuestra Señora de Gabriela
El Parque Nuestra Señora de Gabriela es un parque urbano ubicado en la comuna de Puente Alto, en la ciudad de Santiago, Chile. Desde 2003 se encuentran las oficinas de la Corporación Cultural de Puente Alto, en donde se realizan distintas actividades culturales y talleres para la comunidad de una manera gratuita.

## Historia
El parque correspondía a casas patronales del fundo Casas de las Rosas, que pertenecía a la familia Videla a finales del siglo XIX. La superficie aproximada del fundo era de 150 hectáreas, y su nombre se debía a que se ubicaba cerca de la estación del Ferrocarril del Llano de Maipo, que recorría el camino entre Santiago y Puente Alto, llamada Las Rosas.
En 1910 la propiedad pasó a pertenecer a Ignacio Valdés Ortúzar quien la habitó con su familia, convirtiéndola en un fundo altamente productivo. Valdés creó una nueva calle para unir Santa Rosa con Vicuña Mackenna, que nombró como Gabriela en honor a su esposa, Gabriela Sánchez García de la Huerta.
Luego de la muerte de Blanca Valdés Subercaseaux, quien fue la esposa del último dueño del fundo, pasó a manos del Arzobispado de Santiago en los años 1960 para instalar el Ponticio Seminario Mayor, que fue inaugurado por el cardenal Raúl Silva Henríquez en 1971.
En el año 2002 la Municipalidad de Puente Alto decidió comprar el fundo al Arzobispado. Después de un proceso de restauración fue entregado a la Municipalidad en el año 2003, en donde fue renombrada como Parque Nuestra Señora de Gabriela.
Para el terremoto de 2010, la propiedad sufrió daños debido al material con el que está hecho la casona. En el año 2011 reabrió nuevamente sus puertas al reparar el techo y paredes de la edificación.